# Chaerophyllum eriopodum
Chaerophyllum eriopodum är en flockblommig växtart som först beskrevs av Dc., och fick sitt nu gällande namn av K.F. Chung. Chaerophyllum eriopodum ingår i släktet rotkörvlar, och familjen flockblommiga växter. Inga underarter finns listade i Catalogue of Life.